# 張士良
張士良（1578年—1664年），字思元（一作字思源），號起南，福建漳州府平和县云霄菜埔人，明朝政治人物、進士出身。

## 生平
萬曆四十年（1612年）壬子科福建鄉試舉人，四十七年（1619年），登己未科三甲109名進士，大理寺觀政，授江西泰和县知县，天啓二年考察。五年補贵池县知县，六年升户部四川司主事，崇祯二年（1629年）升员外郎，三年任宁波府知府，官至河南副使。